# انريكو لو فيرسو
انريكو لو فيرسو (بالإيطالية: Enrico Lo Verso)‏ (و. 1964  م) هو ممثل أفلام، وممثل تلفزيوني إيطالي، ولد في إيطاليا، بدأ مشواره المهني سنة 1988.

## التعليم
تعلم في المركز التجريبي للتصوير السينمائي ‏
.

## وصلات خارجية
- انريكو لو فيرسو في قاعدة بيانات الأفلام على الإنترنت
- انريكو لو فيرسو  على موقع أول موفي